# Škoda 1200
Škoda 1200 — чехословацкий автомобиль среднего класса с классической компоновкой с хребтовидной трубчатой рамой, независимой подвеской всех колес и цельнометаллическим кузовом типа «седан», «универсал», «фургон» и «пикап», производившийся компанией AZNP (Automobilové závody národní podnik, чешск.) с 1952 по 1961 год. С 1955 года вместо исходной модели выпускалась модификация Škoda 1201 с двигателем увеличенной мощности. В 1961—1973 годах на её основе выпускалась модель Škoda 1202 (только с кузовами «универсал», «фургон» и «пикап»).

## История создания
Последователь первых послевоенных моделей автозавода, Škoda 1101 и Škoda 1102, представлявших собой модернизацию довоенной Škoda 1100 Popular, начал разрабатываться еще в 1948. Национализированный завод, получивший название AZNP («Automobilové závody, národní podník» — «Национальное предприятие „Автомобильный завод“»), в то время занимался поиском собственной программы производства, после того, как в рамках плановой народнохозяйственной системы был назначен ответственным за производство легковых автомобилей за счет всех остальных заводов (так, начиная с 1951 в Млада-Болеслав было перенесено производство Tatra 600).

## Описание
По сравнению с предшествующей моделью Škoda 1102 новый автомобиль имел ту же классическую концепцию, с двигателем впереди и приводом на задние колеса. Сохранилась также рама в виде центральной хребтовидной трубы с карданным валом внутри (конструкция, восходящая к автомобилю Škoda 420, выпущенного в 1933 году), независимая с треугольными рычагами сверху и поперечной рессорой снизу трапециевидная подвеска передних колёс, а задних — также независимая с качающимися полуосями и поперечной рессорой. Амортизаторы остались рычажными. Новинкой были цельнометаллический кузов современной формы (предыдущая модель имела еще деревянный каркас и по дизайну напоминала довоенные модели), система центральной смазки шасси и двигатель увеличенного объема и мощности.
Кузов Škoda 1200 был выполнен в модном в то время «понтонном» стиле с отличным аэродинамическим качеством. Пятиместный четырехдверный седан чуть меньших габаритов, чем «Волга» ГАЗ-21, отличался удобным просторным интерьером и багажником больших размеров. Двери открывались по ходу движения, петли и ручки дверей были утоплены в кузов. Решетка радиатора простой конфигурации, широкие ободки фар и бамперы с мощными вертикальными «клыками» были хромированы. Капот был украшен декоративной «каплей» цвета слоновой кости (на автомобилях первых серий стеклянной с подсветкой при включенных фарах, аналогичной устанавливаемой на ЗИМе, в дальнейшем простой пластмассовой). Лобовое стекло состояло из двух плоских половин, разделенных центральной стойкой, заднее стекло было уже гнутым.
Верхнеклапанный четырехцилиндровый рядный бензиновый двигатель водяного охлаждения объемом 1221 см3 с горизонтальными карбюратором Solex или Jikov при степени сжатия 6,7 развивал максимальную мощность 36 л.с. при 4100—4200 об/мин. При массе полностью нагруженного автомобиля почти 1500 кг это было довольно мало, поэтому скорость более 100 км/час удавалось достичь только в самых благоприятных условиях: на длинных затяжных прямых или на спусках. Эксплуатационный расход топлива составлял 9—10 л/100 км. Четырехступенчатая коробка передач с рычагом переключения под рулём имела синхронизаторы только на III и IV передачах. Рулевое управление — типа «винт-гайка», рабочие тормоза — гидравлические одноконтурные барабанные на всех колесах, стояночный тормоз — механический с приводом на задние колеса. Колеса со штампованными стальными дисками имели шины размером 5,50 × 16.
Электрооборудование — 12 В, с генератором постоянного тока и аккумуляторным зажиганием. Škoda 1200 была последним чехословацким легковым автомобилем (и одним из последних в Европе), который имел семафорные (механические) указатели поворота (на модели Škoda 1201 устанавливались уже обычные фонари поворота).
Помимо основной модели кузова большое место в программа выпуска занимало производство кузовов типа универсал (Combi или STW от англ. Station Wagon), фургон и c 1955 года пикап. На базе удлиненного на 120 мм кузова универсала производились машина скорой помощи и катафалк. Существовал прототип автомобиля с кузовом кабриолет, однако в серию он не попал. Несмотря на разнообразие кузовов, автомобиль все равно сохранил среди водителей название «седан».

## Модификации
В 1955 году автомобиль подвергся модернизации, получив новое обозначение Škoda 1201. Двигатель получил вертикальный карбюратор, более высокую степень сжатия и новую систему выпуска, что позволило увеличить его мощность до приемлемых 45 л.с., а максимальную скорость — до 115 км/час при неизменном расходе топлива. Кроме того, новшеством явилось появление фонарей поворота, синхронизатора на II передаче, новой конфигурации дверей, дверных ручек, приборной доски и менее значительных деталей. Все эти изменения были произведены не одномоментно, а более-менее постепенно, поэтому определить точную марку того или иного автомобиля иногда бывает затруднительно. В связи с появлением в том же году на конвейере новой модели Škoda 440 на заводе в Млада-Болеславе было оставлено только производство двигателей и шасси, изготовление же кузовов и окончательная сборка седанов выполнялись на филиале в дер. Квасины (до 1959 года), а остальных типов — в г. Врхлаби.

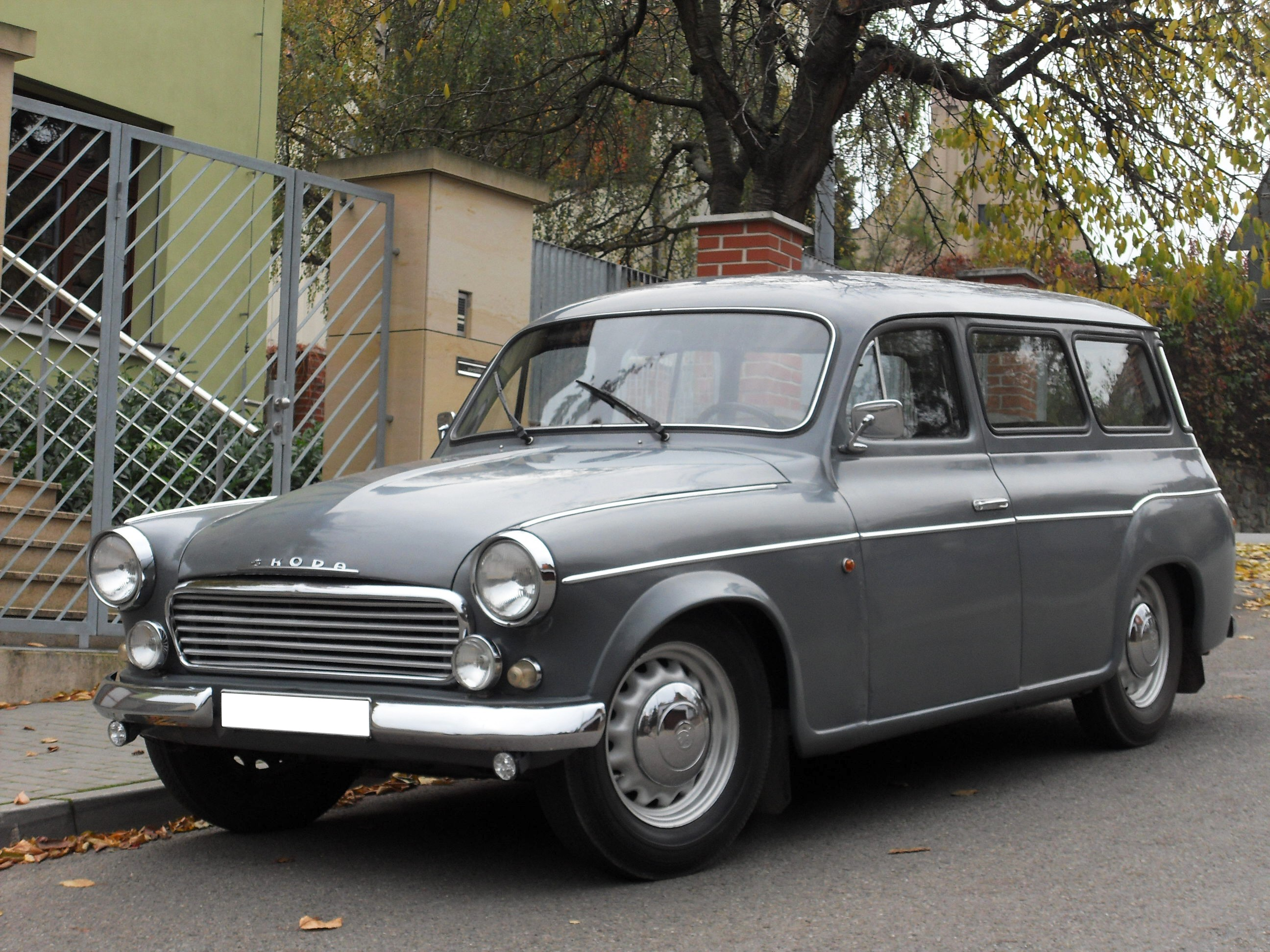
Škoda 1202 STW (универсал)

В 1961 году автомобиль был модифицирован во второй раз, при этом мощность двигателя возросла до 48 л.с., в программе производства отсутствовал седан, и сборка новой модели с кузовом, прошедшим легкие изменения (в частности, гнутое лобовое стекло, измененная форма передних крыльев, капота, приборной доски и т. д.), получившей название Škoda 1202, была сосредоточена в Врхлаби и продолжалась до 1973 года (там же ограниченное число автомобилей было переоборудовано как железнодорожная дрезина и даже тягач полуприцепов на базе пикапа). В 1969 году двигатель был модифицирован в последний раз: увеличение степени сжатия до 7,9 позволило поднять его мощность до 51 л.с. Такая долгая жизнь, в общем, уже устаревшей модели была связана с практической невозможностью разработки на базе новой заднемоторной Škoda 1000 MB полноценных универсала и фургона и задержкой начала производства микроавтобуса Škoda 1203 (также на базе и основных агрегатах Škoda 1202).

## Разное
Цена автомобиля Škoda 1200 после денежной реформы 1953 г. в Чехословакии составляла 29 000 крон в базовом исполнении (несколько дороже, чем у модели более низкого класса Škoda 440) и оставалась такой до 1961 года, когда в производство была запущена модель Škoda 1202 (её розничная цена составляла 44 000 крон у исполнения с кузовом универсал). Вместе с тем, следует помнить, что розничной продажи его населению в начале-середине 50-х годов как таковой не существовало, и подавляющая часть выпуска предназначалась для удовлетворения потребностей партийных, государственных, кооперативных и общественных организаций и предприятий. Значительное число седанов первых серий попало в органы милиции и государственной безопасности Чехословакии, что создало автомобилю среди населения определенную репутацию (ср. «воронок» в СССР).
В отличие от своих предшественников и последователей автомобиль Škoda 1200 и его модификации экспортировались в страны Запада в ограниченных масштабах: основные поставки шли в страны социалистического лагеря и «третьего мира». В частности, в конце 50-х — начале 60-х годов в СССР были довольно хорошо известны машины скорой помощи и фургоны этой модели.
Всего было произведено 33 599 шт. модели Škoda 1200, 33 473 шт. Škoda 1201 и 60 141 шт. Škoda 1202 всех модификаций.

## Škoda 998 Agromobil
В 1962 году совместно с заводом ČZM в Страконице на основе Škoda 1202 с укороченной базой было изготовлено (по разным данным) от 13 до 23 экземпляров прототипа легкого внедорожного грузовика упрощенной конструкции для нужд сельского хозяйства и армии под названием Agromobil. Автомобиль предназначался для перевозки грузов массой до 800 кг или до 8-10 человек на откидных сиденьях вдоль бортов внутри кузова, оборудованного тентом на съемных дугах (предусматривалась также возможность перевозки скота). Коробка передач имела двухступенчатый редуктор, привод на задние колеса был постоянным, на передние — подключаемым через межосевой дифференциал с блокировкой. Несмотря на то, что автомобиль не был запущен в производство, два экземпляра его в 1965 году успели сняться в чехословацком музыкально-художественном фильме «Kdyby tisíc klarinetů» («Если тысяча кларнетов»).

## Škoda в Турции
Начиная с 1966 года после запрета турецкого правительства на импорт легковых автомобилей компания Celik Montaj (в дальнейшем Anadolu Otomotiv Sanayi, в настоящее время Anadolu Isuzu Otomotiv Sanayi ve Ticaret A.Ş.) осуществляла ввоз узлов и сборку в стране автомобиля Škoda 1202 с кузовом пикап. До 1971 года так было собрано около 10 тысяч автомобилей этой модели. Начиная с этого года, компания устанавливала на импортируемое шасси в сборе с двигателем кузова собственной упрощенной конструкции типа пикап (в дальнейшем и легкий бортовой грузовик), автомобиль носил название Skoda 1202 SA Kamyonet. Его производство продолжалось до 1982 года (по другим данным до 1984), всего было произведено 32 700 автомобилей. Кроме того, та же компания в 1982—1986 гг. осуществляла производство микроавтобусов на базе Škoda 1203 под названием Skoda 1203 SA Kamyonet (произведено около 3600 машин).